# Nationale Befreiungsarmee (Mazedonien)
Die Nationale Befreiungsarmee oder Osloboditelna narodna armiia, ONA, auch bekannt als Mazedonische UÇK (albanisch Ushtria Çlirimtare Kombëtare, UÇK; mazedonisch Ослободителна народна армија, ОНА, wiss. Transliteration Ослободителна народна армија, ОНА) war eine militante, separatistische Miliz, die 2001 in der Republik Mazedonien (heute Nordmazedonien) operierte und eng mit der Kosovo-Befreiungsarmee (UCK) verbunden war.
Nach dem Mazedonischen Krieg von 2001 wurde die Miliz durch das Rahmenabkommen von Ohrid entwaffnet und den mazedonischen Albanern mehr Rechte und Autonomie gewährt.

## Hintergrund
Ali Ahmeti organisierte im Herbst 1999 die mazedonische UCK aus ehemaligen UCK-Kämpfern aus dem Kosovo und Mazedonien, albanischen Aufständischen aus Preševo, Medveđa und Bujanovac in Serbien; jungen albanischen Radikalen, Nationalisten aus Mazedonien und ausländischen Söldnern. Das Akronym war das gleiche wie das der UCK auf Albanisch.

### Zusammensetzung und militärische Stärken
Die UCK wurde auf ihrem Höhepunkt auf 5.000 Mann geschätzt. Wie die UCK aus dem Kosovo, waren die Angehörigen der Miliz relativ leicht bewaffnet – in der Regel mit Handfeuerwaffen und Mörsern –. Später gab es Berichte, dass sie im Besitz von SAM-7-Flugabwehrraketen sei. Im weiteren Verlauf des Krieges gelang es den Rebellen, schwere Waffen zu erwerben, darunter T-55-Panzer und gepanzerte Mannschaftstransporter, die später von mazedonischen Regierungstruppen erbeutet wurden.

Konfliktgebiete 2001 (englische Transkription)

## Waffenstillstand und Abrüstung
Nach dem Ohrid-Abkommen stimmte die UCK im Juni einem Waffenstillstand zu. Im Rahmen des Ohrid-Abkommens verpflichtete sich die mazedonische Regierung, die Rechte der albanischen Bevölkerung zu verbessern, die etwa 20 % der Bevölkerung ausmacht. Ein Prozentsatz, der von den Mazedoniern heftig bestritten wird. Zu diesen Rechten gehört es, Albanisch zur Amtssprache zu machen und die Beteiligung ethnischer Albaner an Regierungsinstitutionen, Polizei und Armee zu erhöhen. Ein wichtiger Punkt seitens der UCK war es, dass die mazedonische Regierung im Rahmen des Ohrid-Abkommens einem neuen Modell der Dezentralisierung zustimmt.
Die albanische Seite erklärte sich bereit, auf alle separatistischen Forderungen zu verzichten und alle mazedonischen Institutionen voll anzuerkennen. Darüber hinaus sollte die UCK ihre Waffen an eine NATO-Truppe übergeben.

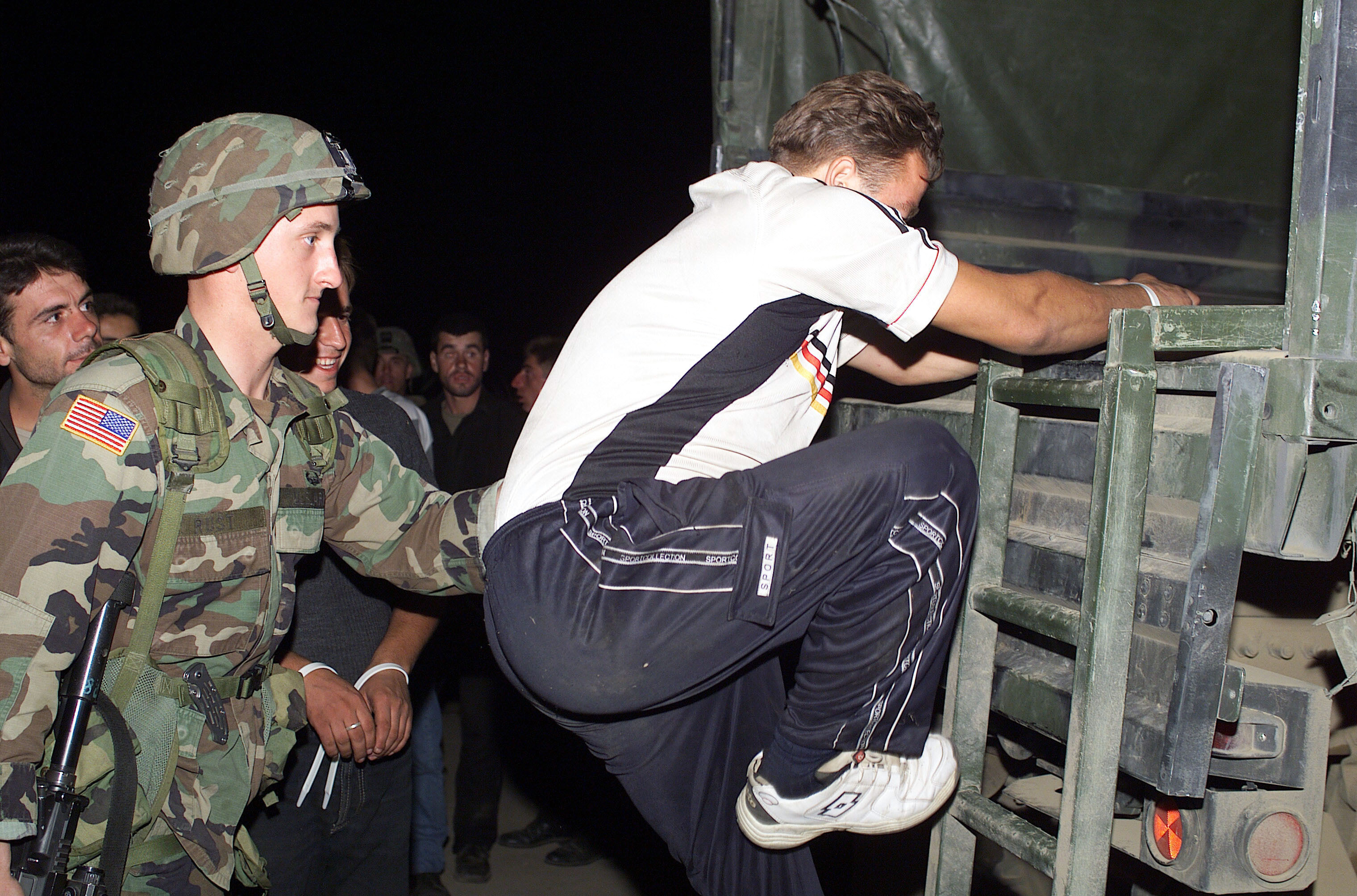
US-Soldat mit einem UCK-Kämpfer auf dem Weg in ein Internierungslager.

Die Operation „Essential Harvest“ wurde offiziell am 27. August gestartet. An dieser 30-tägigen Mission sollten zunächst etwa 3.500 NATO-Soldaten beteiligt sein, eine Zahl, die auf 4.200 NATO-Soldaten und mazedonische Truppen anstieg, um die UCK zu entwaffnen und ihre Waffen zu zerstören. Nur wenige Stunden nachdem die NATO die Operation beendet hatte, sagte Ali Ahmeti Reportern auf einer Pressekonferenz in der UCK-Hochburg Sipkovica, dass er die Nationale Befreiungsarmee auflösen werde und dass es Zeit für eine ethnische Versöhnung sei.
Viele Mitglieder der albanischen UCK, angeführt von Ali Ahmeti, gründeten später die Demokratische Union für Integration, eine politische Partei, die bei den Wahlen 2002 die Mehrheit der albanischen Stimmen gewann und bis August 2006 zusammen mit der Sozialdemokratischen Liga Mazedoniens (SDSM) und der Liberalno-demokratska partija (LDP) Teil der Regierungskoalition war. Nach den Parlamentswahlen im Juli 2006 kam eine konservative Koalition unter Führung der Innere Mazedonische Revolutionäre Organisation – Demokratische Partei für Mazedonische Nationale Einheit (VMRO-DPMNE) an die Macht.
Die Gesamtzahl der Opfer des Krieges auf beiden Seiten ist nicht bekannt, aber beide Seiten gaben an, dass ihre eigenen militärischen Verluste jeweils etwa 60 betrugen, während etwa 60 bis 80 albanische Zivilisten und möglicherweise etwa zehn mazedonische Zivilisten getötet worden sein sollen.

## Ausrüstung
| Bild | Art der Waffe            | Anmerkungen                                                | Menge       | Quelle      |
| ---- | ------------------------ | ---------------------------------------------------------- | ----------- | ----------- |
|      | Sturmgewehre             | Hauptsächlich MPi-KMS-72‘s, ASh 78‘s und Zastava M70's     | 5,000–8,000 | [ 3 ] [ 4 ] |
|      | Schwere Maschinengewehre | meist DShK                                                 | 150–250     | [ 4 ]       |
|      | Scharfschützengewehre    | zastava M76                                                | 100–200     | [ 4 ]       |
|      | Boden-Luft-Raketen       | 9M32 Strela-2M's und andere Varianten                      | 20–50       | [ 3 ]       |
|      | Mörtel                   | 60 mm, 80 mm and 120 mm                                    | 100–200     | [ 3 ]       |
|      | Panzer                   | T-55's von der mazedonischen Armee erbeutet                | unbekannt   | [ 3 ] [ 4 ] |
|      | Schützenpanzerwagen      | BTR-60’s und TM 170's von der mazedonischen Armee erbeutet | unbekannt   | [ 3 ] [ 4 ] |
|      | Landminen                | Antipersonen- und Panzerabwehrminen                        | 5,000+      | [ 4 ]       |

## Spätere Entwicklungen
In den Jahren 2004 und 2005 kontrollierte eine Gruppe von 80 Milizionären unter der Führung von Agim Krasniqi zweimal das Dorf Kondovo. Über die Medien drohte Krasniqi damit, Skopje zu beschießen und seine Männer entführten vier Polizisten und verprügelten sie.
Im Jahr 2007 kontrollierte eine Gruppe von mindestens 23 Kämpfern das Gebiet des Dorfes Brodec im Šar-Gebirge. Die Polizei startete die Operation „Mountain Storm“ und löste die Gruppe auf.
Im April 2010 wurde in der Nähe der Grenze zu Serbien ein Waffenlager entdeckt, von dem angenommen wurde, dass es für terroristische Aktionen bestimmt war. Es enthielt Uniformen mit UÇK-Kennzeichen.
Die UCK übernahm die Verantwortung für den Anschlag auf die Regierung von Skopje im Jahr 2014. Die Organisation behauptet in dem von „Kushtrimi“ unterzeichneten Brief an die Regierung, dass die Elitetruppe „Hasan Prishtina“ das Regierungsgebäude in einer koordinierten Aktion angegriffen habe. Die Organisation behauptet, sie sei mit dem Ohrid-Abkommen von 2001 unzufrieden.
Am 9. Dezember 2014 um 8 Uhr verübten Angehörige der Nationalen Befreiungsarmee Bombenanschläge in der Nähe der mazedonischen Polizeistationen in Kumanovo und Tetovo. Das Innenministerium teilte mit, dass es sich in beiden Fällen nicht um Bomben, sondern um eine Art Sprengsatz gehandelt habe. Es gab keine Verletzten und keine größeren Schäden. Ein Privatauto, das in der Nähe des Bahnhofs geparkt war, wurde beschädigt.
Nach dem Anschlag übernahm die UCK die Verantwortung.
Am 21. April 2015 griff eine Gruppe von 40 bewaffneten Männern mit UCK-Abzeichen eine Grenzpolizeistation in Gošince an. Die Gruppe fesselten und schlug die Polizisten, dann stahl sie ihre Waffen und Kommunikationsgeräte. Bevor sie in den Kosovo aufbrachen, veröffentlichten sie die Botschaft: „Wir sind von der Nationalen Befreiungsarmee. Sag ihnen, dass weder Ali Ahmeti noch Nikola Gruevski dich retten können. Wir wollen kein Rahmenabkommen und wenn wir dich hier wiedersehen, werden wir dich töten. Wir wollen unseren eigenen Staat.“
Während der Zusammenstöße in Kumanovo trugen 14 der 22 getöteten Kämpfer Uniformen mit UCK-Abzeichen, laut Nikola Gruevski hatte die bewaffnete Gruppe im Gegensatz zum Konflikt von 2001 nicht die Unterstützung von Angehörigen der albanischen Minderheit.